# Pretty Woman
Pretty Woman (Mujer bonita en Hispanoamérica) es una película de comedia romántica estadounidense protagonizada por Julia Roberts y Richard Gere. Fue dirigida por Garry Marshall y estrenada el 23 de marzo de 1990 en Estados Unidos, con un enorme éxito de taquilla.

## Argumento
Edward Lewis (Richard Gere) es un rico hombre de negocios que viaja regularmente a Los Ángeles, donde se aloja en la suite del lujoso Hotel Beverly Wilshire. Tras una discusión con su novia, sus socios le plantean la necesidad de ir acompañado a una reunión de negocios. 
En una decisión ambivalente, lleva al hotel a una mujer prostituida, Vivian Ward (Julia Roberts), que tiene comportamientos un tanto vulgares, pero Edward se siente atraído por la mujer y le ofrece quedarse toda la semana con él a cambio de 3 000 dólares. Ella accede a dicha transacción. A lo largo de esa semana, se irán conociendo e intimando y desarrollarán sentimientos. Edward paga ropa cara y de marca a Vivian para que pueda vestirse acorde con su posición socioeconómica y pueda acompañarlo a los actos sociales a los que suele asistir. El gerente del hotel (Héctor Elizondo) muestra empatía con Vivian y su amiga Kit (Laura San Giacomo). 
Finalmente, se enamorarán y formarán una pareja estable, donde destacará la influencia que ella tendrá sobre el cambio de actitud de Edward hacia los negocios, y en la que renunciará a su política destructiva de comprar empresas para luego sanearlas y venderlas, en favor de una política de construir y mantener empresas.

## Final alternativo
El final original de la película no es el narrado anteriormente, sino que es mucho más trágico y oscuro. Originalmente el filme termina tirando a Vivian de un coche en un callejón abandonado y le arrojan dinero encima como pago de sus servicios prestados. De esta manera, Vivian vuelve a sus orígenes marcando su vida para siempre. 
Julia Roberts planteó rechazar el papel debido a este final, pero se eliminó cuando Disney compró el guion de la película, introduciendo el final que todos conocemos.

## Selección de reparto
El proceso de la selección del reparto para la cinta fue largo y cambiante. En primera instancia el director Garry Marshall tenía considerado para el papel principal a Christopher Reeve. Al no contar con Reeve, Al Pacino fue la segunda opción. Pacino inclusive llegó a realizar audiciones leyendo partes del guion con Roberts, pero finalmente renunció. Daniel Day-Lewis y Denzel Washington fueron otros candidatos propuestos por el director. Sylvester Stallone fue considerado brevemente por el estudio. Finalmente y a pesar de Marshall, Gere obtuvo el papel del protagonista.
Decenas de actrices fueron preseleccionadas para ser la actriz protagonista. Molly Ringwald estaba considerada en primera instancia por el director Marshall, pero declinó y la opción secundaria consideraba a Rebecca Schaeffer, pero fue asesinada por un fanático. El papel de Vivien recayó, entonces, en Julia Roberts quien estaba en tercera opción; Roberts estaba originalmente considerada para un papel secundario. Entre las actrices que se consideraron para el papel principal, algunas rechazaron el rol por considerarlo humillante para las mujeres, se encuentran Karen Allen, Molly Ringwald, Meg Ryan, Mary Steenburgen, Michelle Pfeiffer, Daryl Hannah, Valeria Golino, Jennifer Jason Leigh, Heather Locklear, Jodie Foster, Helen Hunt, Helen Slater, Bridget Fonda, Robin Wright Penn, Lori Loughlin, Diane Lane, Kyra Sedgwick, Brooke Shields y Sarah Jessica Parker. Las actrices Jennifer Connelly, Winona Ryder, Drew Barrymore y Uma Thurman realizaron audiciones para el papel, pero fueron rechazadas debido a que eran demasiado jóvenes.
| Actor original Estados Unidos | Personaje                 | Actor de voz España  | Actor de voz primera y segunda versión México |
| ----------------------------- | ------------------------- | -------------------- | --------------------------------------------- |
| Richard Gere                  | Edward Lewis              | Ricardo Solans       | Carlos Becerril Germán Fabregat               |
| Julia Roberts                 | Vivian Ward               | Mercedes Montalá     | Nancy McKenzie Talía Marcela                  |
| Héctor Elizondo               | Bernard "Barney" Thompson | Ernesto Aura         | Javier Pontón Arturo Mercado                  |
| Laura San Giacomo             | Kit de Luca               | Concha García Valero | Rebecca Rambal Carola Vázquez                 |
| Ralph Bellamy                 | James "Jim" Morse         | Fernando Ulloa       | Francisco Colmenero                           |
| Jason Alexander               | Philip "Phil" Stuckey     | Alberto Mieza        | Raúl de la Fuente Herman López                |
| Alex Hyde-White               | David Morse               | Juan Antonio Bernal  | Jesús Barrero Ricardo Tejedo                  |

## Recepción crítica y comercial
Según la página de internet Rotten Tomatoes recibió un 61% de comentarios positivos.
Según la página de internet Metacritic, obtuvo críticas mixtas, con un 51%, basado en diecisiete comentarios, de los cuales nueve son positivos.
La película entró directamente al número uno de la taquilla estadounidense. Recaudó en Estados Unidos 178 millones de dólares. Sumando las recaudaciones internacionales, la cifra asciende a 463 millones. Su presupuesto fue de 14 millones.

## Canciones de la banda sonora
Pretty Woman es el nombre de la banda sonora de la película. Fue comercializada por la discográfica EMI, con la producción de James Newton Howard y Don Simpson.
Está catalogada como una de las más exitosas en ventas y publicidad en la historia del cine y la música, sobre todo por representar un sector de la juventud estadounidense de una época en particular. Se mantuvo en el primer lugar de ventas y listas por varias semanas en su año de publicación.
1. "Wild Women Do" - Natalie Cole
2. "Fame '90" - David Bowie
3. "King of Wishful Thinking" - Go West
4. "Tangled" - Jane Wiedlin
5. "It Must Have Been Love" - Roxette
6. "Life in Detail" - Robert Palmer
7. "No Explanation" - Peter Cetera
8. Songbird - Kenny G
9. "Real Wild Child (Wild One)" - Christopher Otcasek
10. "Fallen" - Lauren Wood
11. "Oh, Pretty Woman" - Roy Orbison
12. "Show Me Your Soul" - Red Hot Chili Peppers
13. "(Oh) Pretty Woman" - Van Halen
14. "Listen to your Heart" - Roxette

## BD y DVD
Pretty Woman salió a la venta el 9 de octubre de 2002 en España, en formato DVD. El disco contiene comentarios en audio, tráiler de cine, cómo se hizo y vídeo musical. Asimismo, salió a la venta el 11 de febrero de 2009 en España, en formato Blu-ray. El disco contiene tomas falsas, en directo desde la fiesta de final de rodaje, LA: La ruta de Pretty Woman, 1990: así fue la reproducción, Will Women Do Interpretado por Natalle Cole, tráiler de cine y comentarios en audio con el director Garry Marshall.

## El fenómeno de audiencia en la televisión de España
Desde que el 2 de enero de 1994 se estrenara Pretty Woman por primera vez en Televisión Española, hasta el último pase el 31 de mayo de 2025, se ha emitido la película un total de treinta y dos veces. Las primeras quince veces ha liderado con holgura todas las listas de audiencia, un récord reconocido para una película tantas veces emitida en España, ocho veces por Televisión Española, veintiuna por Telecinco,dos por Cuatro y una por Antena 3;  moviéndose entre el 55,6% y el 5,9% de cuota de pantalla.
| Fecha de emisión | Cadena    | Cuota de pantalla | Nº de espectadores |
| ---------------- | --------- | ----------------- | ------------------ |
| 2/1/1994         | La 1      | 55,6%             | 9.223.000          |
| 22/4/1994        | La 1      | 41,3%             | 6.298.000          |
| 22/12/1996       | La 1      | 44,3%             | 7.098.000          |
| 17/10/1997       | Telecinco | 43%               | 6.267.000          |
| 6/11/1998        | Telecinco | 46,4%             | 5.570.000          |
| 1/6/2001         | Telecinco | 38,2%             | 4.927.000          |
| 7/2/2002         | Telecinco | 29,5%             | 4.234.000          |
| 7/11/2003        | Telecinco | 32%               | 4.378.000          |
| 20/5/2005        | Telecinco | 29,3%             | 3.905.000          |
| 9/4/2006         | Antena 3  | 26,6%             | 3.926.000          |
| 22/4/2007        | La 1      | 22,4%             | 3.678.000          |
| 9/4/2008         | La 1      | 26,1%             | 4.267.000          |
| 19/6/2009        | La 1      | 22,5%             | 3.405.000          |
| 6/6/2010         | La 1      | 20,8%             | 3.601.000          |
| 29/5/2011        | La 1      | 19%               | 3.520.000          |
| 2/1/2012         | Telecinco | 15,2%             | 2.889.000          |
| 14/10/2012       | Telecinco | 14,5%             | 2.003.000          |
| 13/10/2013       | Telecinco | 14,9%             | 1.956.000          |
| 19/7/2014        | Telecinco | 16,6%             | 1.909.000          |
| 19/4/2015        | Telecinco | 15,2%             | 2.121.000          |
| 1/1/2017         | Telecinco | 14,5%             | 2.445.000          |
| 7/9/2017         | Telecinco | 13,4%             | 1.867.000          |
| 19/11/2017       | Telecinco | 11,5%             | 1.471.000          |
| 31/10/2018       | Telecinco | 12,1%             | 1.328.000          |
| 21/4/2019        | Telecinco | 12,1%             | 1.924.000          |
| 8/9/2019         | Telecinco | 11,0%             | 1.494.000          |
| 2/9/2020         | Telecinco | 14,1%             | 1.767.000          |
| 11/1/2021        | Telecinco | 9,5%              | 1.170.000          |
| 1/9/2021         | Telecinco | 12,8%             | 1.003.000          |
| 29/8/2022        | Telecinco | 10,7%             | 1.065.000          |
| 24/12/2023       | Cuatro    | 5,9%              | 550.000            |
| 31/05/2025       | Cuatro    | 8,8%              | 758.000            |

## Premios

### Óscar
| Año  | Categoría    | Persona       | Resultado |
| ---- | ------------ | ------------- | --------- |
| 1990 | Mejor actriz | Julia Roberts | Nominada  |

### Globos de Oro
| Año  | Categoría                          | Persona         | Resultado |
| ---- | ---------------------------------- | --------------- | --------- |
| 1991 | Mejor actriz - Comedia o musical   | Julia Roberts   | Ganadora  |
| 1991 | Mejor película - Comedia o musical | Pretty Woman    | Candidata |
| 1991 | Mejor actor - Comedia o musical    | Richard Gere    | Candidato |
| 1991 | Mejor actor de reparto             | Héctor Elizondo | Candidato |

### Premios César
| Año  | Categoría                            | Premio        | Resultado |
| ---- | ------------------------------------ | ------------- | --------- |
| 1991 | César a la mejor película extranjera | Premios César | Candidata |

### Premios BAFTA
| Año  | Categoría                          | Persona                                     | Resultado |
| ---- | ---------------------------------- | ------------------------------------------- | --------- |
| 1991 | BAFTA a la mejor actriz            | Julia Roberts                               | Candidata |
| 1991 | BAFTA a la mejor película          | Arnon Milchan Steven Reuther Garry Marshall | Candidato |
| 1991 | BAFTA al mejor guion original      | J.F Lawton                                  | Candidato |
| 1991 | BAFTA al mejor diseño de vestuario | Marylin Vanace                              | Candidata |

## Curiosidad
- El título original era 3000, como la cantidad que Richard le pagó a Vivian por pasar una semana con ella.[8]
- Entre la música hay tres extractos diferentes de la ópera La traviata de Giuseppe Verdi (como "Amami, Alfredo").[9]
- La canción para piano que Richard Gere suena en el lobby del hotel, titulada He sleeps, fue compuesta e interpretada por el mismo actor.[10][11]
- En la escena en la que Vivian ve la serie de televisión I love Lucy, Julia Roberts no pudo reír espontáneamente. Después de muchos intentos fallidos, el director Marshall (fuera de cuadro) le hizo cosquillas en los pies, haciéndola reír a carcajadas y consiguiendo la escena.[12][13]
- Originalmente la pareja en la película era Pacino-Pfeiffer.[14][11]
- La película que Vivían está viendo en la escena donde se queda dormida es Charada, protagonizada por Audrey Hepburn y Cary Grant.